# زمین‌سنجی
زمین‌سنجی یا ژئودزی (به انگلیسی: Geodesy) شاخه‌ای از ریاضیات کاربردی و علوم زمین است که به اندازه‌گیری و نمایش شکل و ابعاد زمین، تعیین موقعیت دقیق بر روی آن و بررسی میدان ثقل زمین و تغییرات زمانی آن می‌پردازد. زمین‌سنج‌ها به مطالعهٔ پدیده‌های زمین‌پویایی‌شناسی مانند حرکات پوسته زمین، جزر و مد و حرکت قطبی می‌پردازند.
زمین‌سنجی بخشی از برنامهٔ درسی رشتهٔ مهندسی نقشه‌برداری دانشگاه‌های ایران است.

## نام
ژئودزی از واژه یونانی geodaisia به معنای «تقسیم زمین» نشأت گرفته است اما اسم این دانش همچون اسم هندسه (Geo+metry) تنها ریشهٔ تاریخی این دانش را نشان می‌دهد و همین‌طور که از نام این دو دانش مشخص است و با نگاهی تاریخی به این دو دانش می‌بینیم، علم ژئودزی با علم هندسه یک مهد و خاستگاه تاریخی داشته‌اند. ژئودزی هم شاخه‌ای از ریاضیات کاربردی و هم شاخه‌ای از علوم زمین محسوب می‌گردد. تمامی علوم زمین (همچون ژئوفیزیک، جغرافیا، زمین‌شناسی …) به بررسی مبدأ پیدایش انسان یعنی زمین می‌پردازند و هریک فنون و علمی را برای این امر اختیار می‌نماید، به عنوان مثال ژئوفیزیک، دانش فیزیک را و ژئوشیمی دانش شیمی را، جغرافیا (Geography) فنون کارتوگرافی را و … و در این بین ژئودزی علمی است که از هندسه برای شناخت مبدأ انسان یعنی زمین کمک می‌گیرد، بهتر است بگوییم ژئودزی دانشی است که با چشمان هندسه به زمین می‌نگرد.

## شاخه‌های مختلف
ژئودزی شاخه‌های گوناگونی دارد:
- ژئودزی هندسی (شاخه‌ای که تنها از مشاهدات هندسی برای اهداف ژئودزی استفاده می‌نماید)
- ژئودزی فیزیکی (شاخه‌ای که از مشاهدات فیزیکی زمین همچون ثقل و جاذبه برای اهداف ژئودزی استفاده می‌نماید)
- نجوم ژئودزی (شاخه‌ای که از مشاهدات نجومی برای اهداف تعیین موقعیت و ژئودزی استفاده می‌نماید)
- ژئودزی ماهواره‌ای (شاخه‌ای که از انواع مشاهدات ماهواره‌ای برای کشف مجهولات هندسی و اهداف ژئودزی استفاده می‌نماید)

## کاربردها
- یکی از مهم‌ترین کاربردهای علم ژئودزی تعیین سیستم‌های مختصات جهانی و تعیین موقعیت و ناوبری دقیق آن‌ها است، امروزه یکی از مرسوم‌ترین روش‌های تعیین موقعیت جهانی استفاده از سامانه‌های موقعیت‌یاب ماهواره‌ای جهانی مانند GPS می‌باشد، ژئودزی «دانش هندسه‌ی» به کار رفته در این سیستم‌های تعیین موقعیت است، با استفاده از از تئوریهای هندسی موجود در علم ژئودزی امکان بهره‌گیری از این سامانه‌های موقعیت‌یاب در پروژه‌های عمرانی وجود دارد.
- یکی از کاربردهای دیگر ژئودزی در بحث تعیین مدار ماهواره‌ها و پیش‌بینی موقعیت آن‌ها می‌باشد. ژئودزی از آن رو که آگاهی بیشتری نسبت به میدان ثقل دارد می‌تواند امکان تحلیل و بررسی حرکات ماهواره‌ها در این میدان، برای سایر تخصصهای مرتبط به فناوری‌های ماهواره‌ای فراهم آورد.
- یکی از کاربردهای کلاسیک ژئودزی در نقشه‌برداری و تهیه نقشه‌های دقیق از مناطق بسیار وسیع نظیر یک کشور یا یک استان می‌باشد. در این نوع نقشه‌برداری لازم است زمین مسطح فرض نشده بلکه انحناء آن در نظر گرفته می‌شود به همین جهت محاسبات روی رویه‌هایی فضایی همچون بیضوی شکلی که به جای شکل زمین انتخاب می‌گردد انجام می‌گیرد.
- کاربرد ژئودزی در مناطق آبی هیدروگرافی نام دارد. هیدروگرافی به عنوان یکی از شاخه‌های مهم ژئودزی امکان تعیین موقعیت و ناوبری در آبها (اقیانوسها، دریاها، دریاچه‌ها و ..) را فراهم می‌آورد. هیدروگرافی با مطالعه هندسی فیزیکی آبها (اقیانوسها، دریاها و …) به بررسی هندسی سطح و بستر آن‌ها می‌پردازد و برای صنایع مختلف امکان نقشه‌برداری در فعالیت‌های عمرانی مرتبط با آبها را به وجود می‌آورد.
- ژئودزی در شاخه‌های دیگر علوم زمین همچون ژئودینامیک نیز کاربرد فراوان دارد به گونه‌ای امروزه بسیاری از مباحث ژئودینامیک خاص علم ژئودزی گردیده است. ژئودزی امکان تهیه و پردازش مشاهدات هندسی و فیزیکی را برای اهداف ژئودینامیکی فراهم می‌آورد در این زمینه می‌توان به کاربردهای ژئودزی در مباحثی همچون بررسی حرکت گسل‌ها، بررسی جابه‌جایی‌های تکتونیکی، تحلیل جابه‌جایی‌های ناشی از زلزله، بررسی یخچالهای طبیعی، آتشفشانها و … اشاره نمود.
- از دیگر کاربردهای ژئودزی، کاربردهای ژئوفیزیکی آن است. میدان ثقل زمین رابطهٔ تنگاتنگی با موقعیت و جابه‌جایی در فضای اطراف زمین دارد از این رو است که در ژئودزی از اهمیت ویژه‌ای برخوردار می‌باشد. در ژئودزی از دیدگاه‌های مختلف ریاضی به بررسی این میدان زمین می‌پردازیم؛ لذا یکی از کاربردهای تئوریهای ژئودزی در بحث‌های پردازشهای مشاهدات ثقل برای اهداف اکتشافی است. مشاهدات ثقل در مطالعات ژئوفیزیکی میدانهای نفتی و گازی و معادن کاربرد بسیار فراوان دارد.
- ژئودزی کاربردهای فراوان دیگری همچون: تعریف سطوح مبنای مختصاتی (مانند: بیضوی مسطحاتی و ژئوئید)، تعیین تغییرات سطح آبهای زیرزمینی، تعیین لایه‌های اتمسفر (یونسفر، تروپسفر،...) و … را دارا می‌باشد.

## ژئودزین‌های برجسته
- فیثاغورث ۵۸۰–۴۹۰ قبل از میلاد، یونان باستان
- ارشمیدس ۲۷۶–۱۹۴ قبل از میلاد، یونان باستان
- بطلمیوس ۱۶۸–۹۰ میلادی، امپراتوری روم، مصر
- مأمون ۸۳۳–۷۸۶ میلادی، بغداد، بین‌النهرین
- ابوریحان بیرونی ۱۰۴۸–۹۷۳ میلادی، خراسان، ایران/سامانیان
- شریف ادریسی ۱۱۶۶–۱۱۰۰ میلادی، شبه‌جزیره عربستان
- پیر سیمون لاپلاس ۱۸۲۷–۱۷۴۹ میلادی، پاریس، فرانسه
- کارل فریدریش گاوس ۱۸۵۵–۱۷۷۷ میلادی، گوتینگن، آلمان